# 鐵支路模型
鐵支路模型有限公司（英語 : Touch-Rail Models CO.,Ltd），簡稱鐵支路或鐵支路模型，是一間位於臺灣新北市鶯歌區專門生產與臺灣鐵路事業相關產品的企業，亦為臺灣目前少數專門生產臺灣鐵路管理局列車N軌鐵路模型的業者。該業者所生產的臺灣鐵路車輛N軌模型產品為目前市面上最齊全者。但因臺灣鐵路車輛模型產品的銷售市場過小，導致該公司產品價位較其競爭同業高出許多。

## 歷史

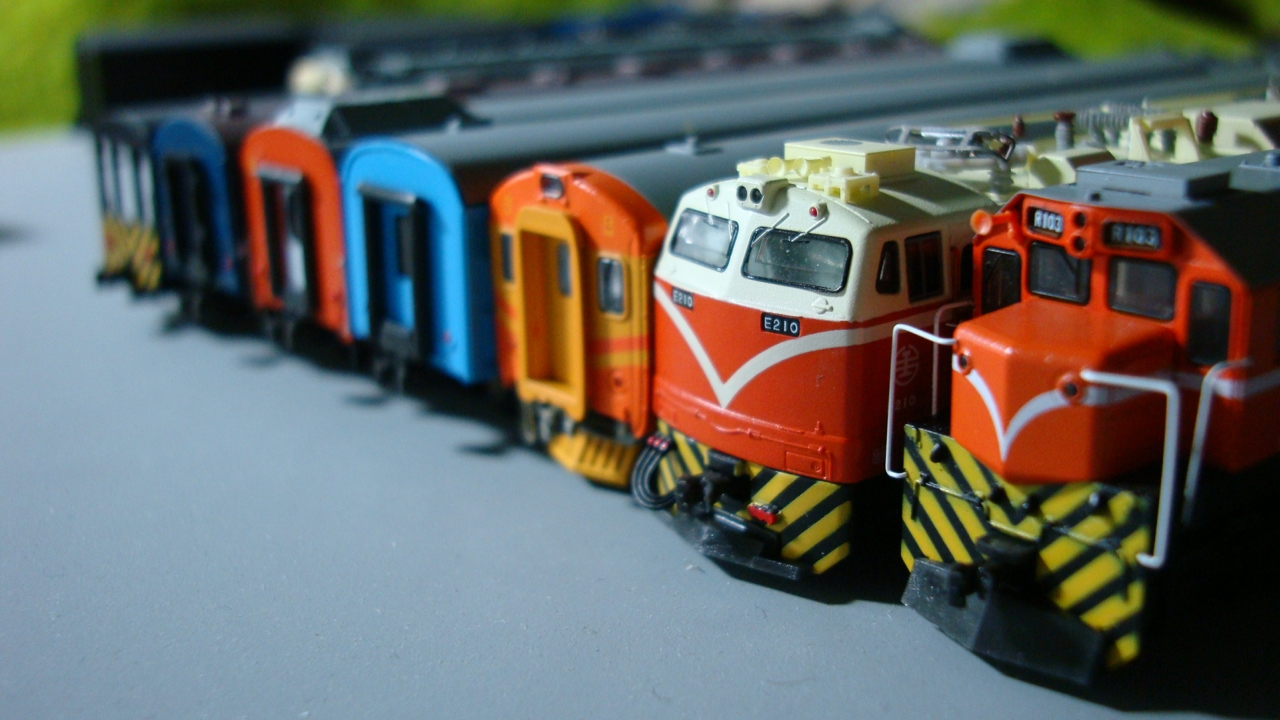
鐵支路旗下N軌鐵道模型產品之一部分

在臺灣，鐵路模型的愛好以及收藏者由於受到各種先天因素上的問題（無市場／同好少／價格高），導致如要收集和遊玩鐵路模型的話，不論是HO軌還是N軌，皆只有日系大廠（KATO、TOMIX、MICRO ACE）或歐美系（ROCO、MARKLIN）的國外相關產品可以購入。但在實際上，僅有少數幾家的專門貿易商或玩具代理商會進行這方面的引進。而受到各國匯率波動，以及進口商品需繳納關稅的影響下，一些日本或歐美地區所進口到臺灣的鐵路模型，不分比例，到了百貨公司或是專門模型店的最後銷售價格皆已經是原廠售價的至少兩倍以上。加上代理商引進的車種和配件類型常常不固定，物以稀為貴的情況更加重了進入鐵道模型這一個嗜好的困難度。而另外一個受制於國外模型廠商的問題，就是沒有自己國家的車種可供玩家遊玩或收藏。
有鑑於臺灣的鐵路模型玩家所遭遇的窘境，以及車種只能選日本車和歐美車的無奈，在早年有很多鐵路玩家從手工自行改裝製作開始，將一些原本是國外的車型透過改裝技術變更為臺灣專屬的車型。一些早期的臺灣鐵路模型製作工作室開始成立，較有名的幾家即為目前大家所知的「Formosa rail」（莒光號和復興號客車）和「Kibu」（臺鐵推拉式自強號）。
而在2003年時於新北市土城工業區永平街9號成立了一間以精密塑膠模型為主的民間企業，即鐵支路公司。一開始為專門生產N軌的臺灣鐵路車輛模型，隨著時間推進，開始跨足鐵路模型以外的產業。
於2012年該公司完成了SGS（瑞士通用驗證）的一系列測試，並於同一年旗下的鐵路迴力車產品獲得經濟部工業局金點設計獎。
於2018年搬遷至新北市鶯歌區永昌街65號現址

## 產品簡介

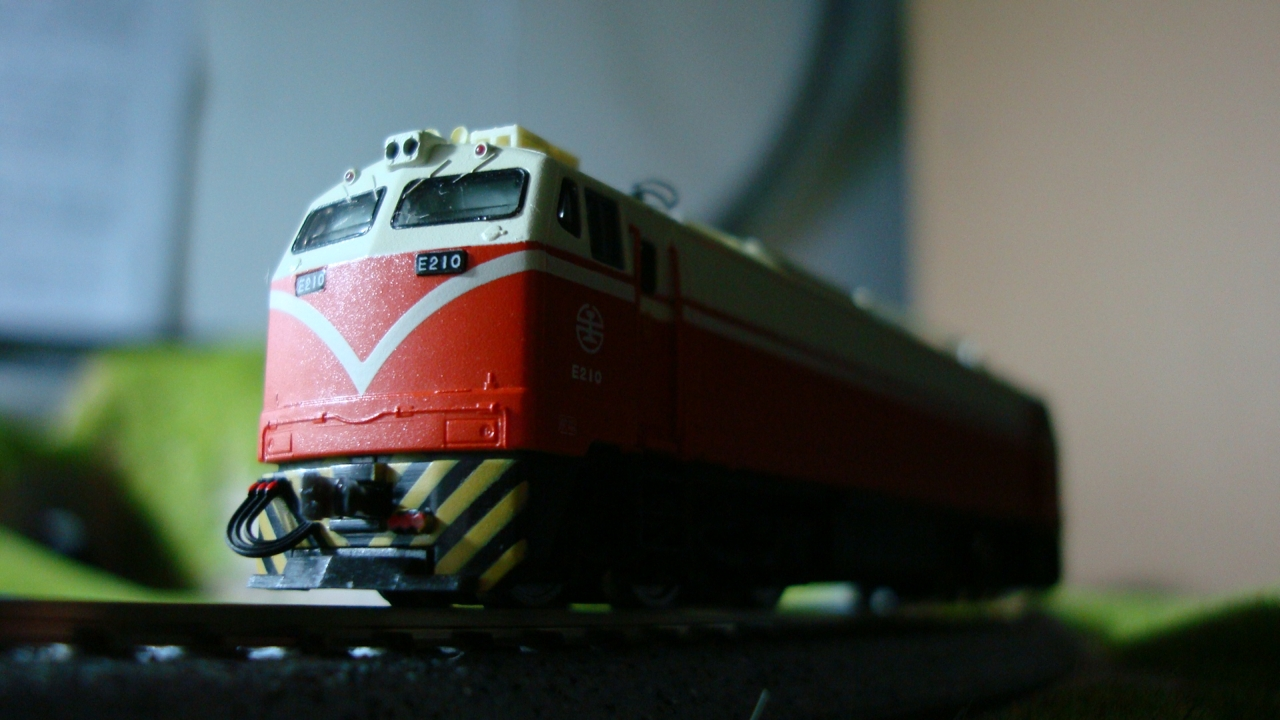
鐵支路N軌距模型產品：臺鐵E200型

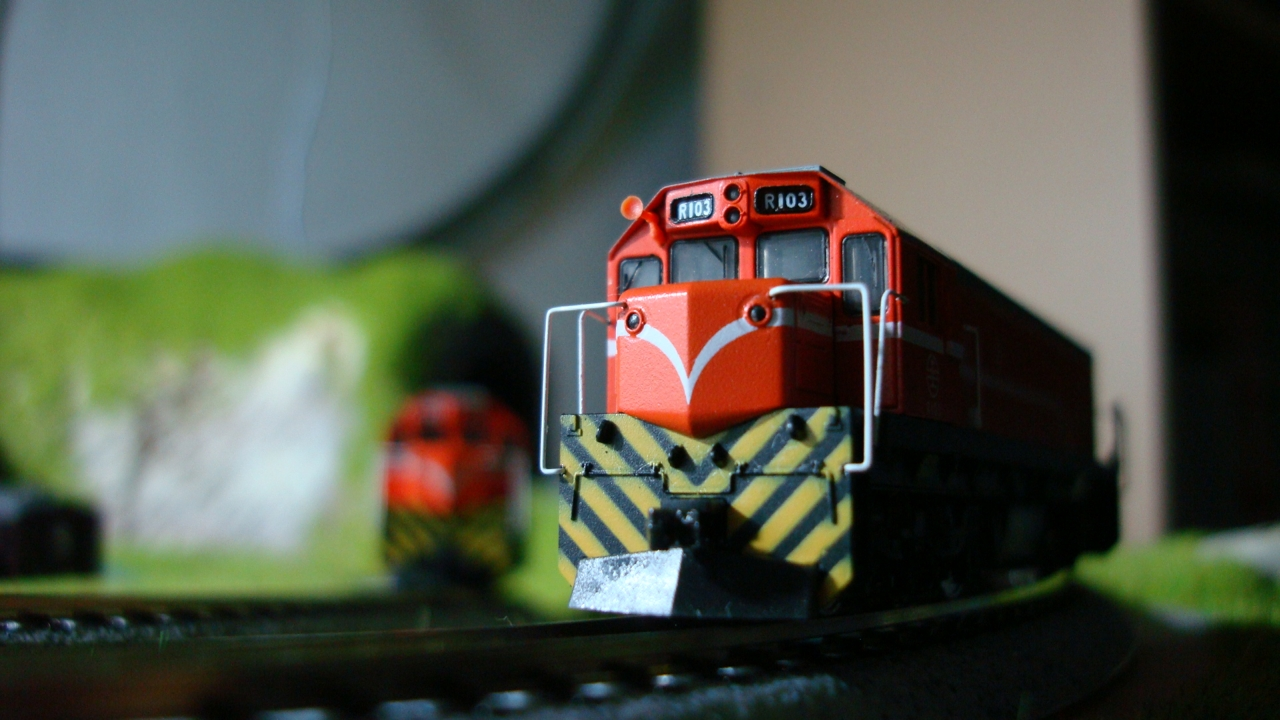
鐵支路的另一個N軌產品：臺鐵R100型

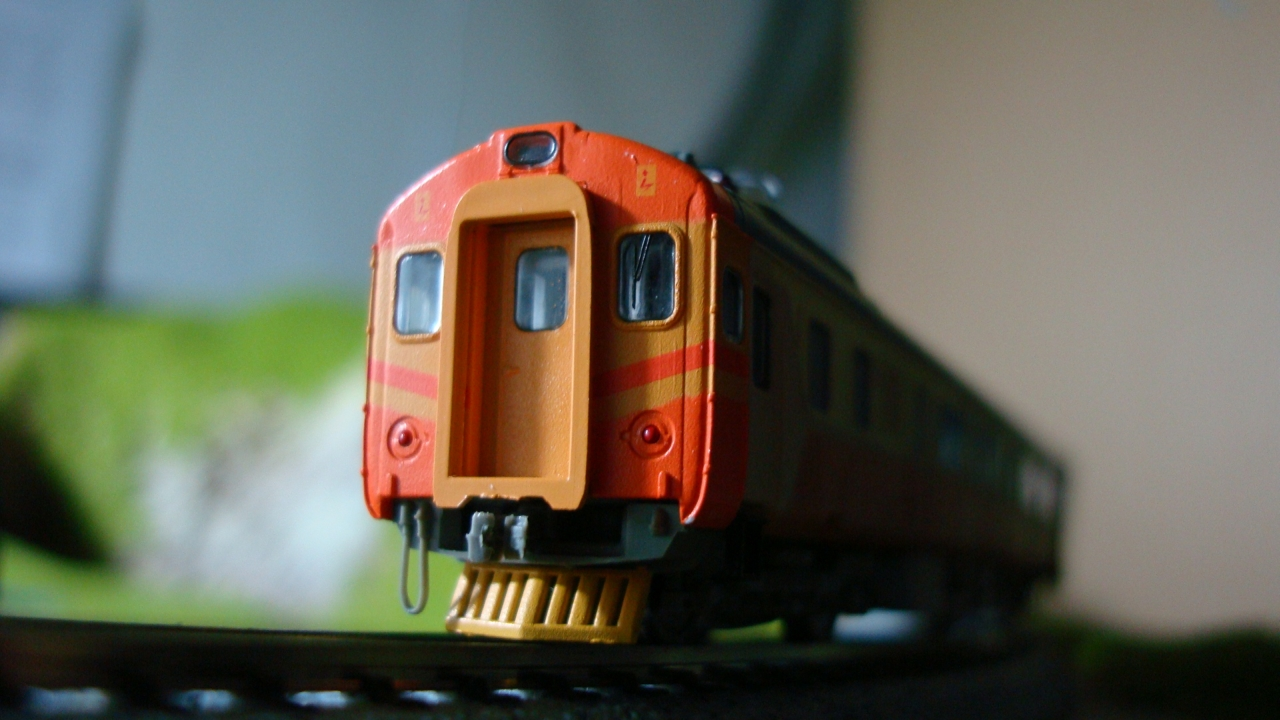
鐵支路第一款EMU：臺鐵EMU100型

目前鐵支路產品已跨足多個鐵路相關產業，於臺鐵、臺北捷運、高雄捷運、貓空纜車等皆有其商品研發和生產銷售。而主要仍以鐵路精密塑膠模型為主，考量目前臺灣的鐵路模型市場和愛好者仍以不占空間的「N軌」比例為大多數，故目前的鐵路模型產品仍以N軌為主，到2019年為止仍無推出HO軌或其他比例鐵路模型之計畫。
過去鐵支路的臺鐵模型車產品是臺灣「唯一」有經過臺灣鐵路管理局官方認證核可且能使用「臺鐵局徽」的產品，2010年臺灣鐵路管理局正式開放臺鐵商標授權文創商品使用，並創設「臺鐵夢工場」門市提供臺鐵官方與民間廠商鐵道文創商品進駐銷售後，鐵道文創廠商開始增長，在2016年6月「MASA TRAINLINE」推出EMU400型銅製N規電聯車組成功通過臺鐵商標授權後，成為目前可知繼鐵支路後成功申請臺鐵商標授權的臺鐵模型車產品。

### 模型
如前所述，模型以N規為主。

#### 已推出之產品

##### 無動力客車
- 自動門莒光號FPK10500型(NK3501)
- 普通車TP32850型(NK3502)
- 現行塗裝復興號SP20000型(NK3503)
- 初登場塗裝復興號SP20000型(NK35031)
- 電氣化增備車莒光號FP10000型(NK3504)
- 現行塗裝莒光號SP32950型(NK3505)
- 初登場塗裝莒光號SP32950型(NK35051)
- 新生代客廳車PC10500型(NK3506)
- 新生代餐車DC10500型(NK3507)
- 商務車BCK10600型(NK3508)
- 平快車SPK32700型(NK3509/NK3509T)
- 冷氣平快車SPK2300型(復興號塗裝)(NK3510/NK3510T)
- 冷氣平快車SPK2300型(普通藍/浪漫藍)(NK3511T)
- 電源行李車PBK32850型(普通藍/浪漫藍)(NK3512)
- 電源行李車PBK32850型(橘)(NK3513)

##### 無動力貨車
- 小型敞車15G8000型(NC1501)
- 蓬守車3CK1500型(NC1502)
- 篷車15C8000型(NC1504)
- 機務段專用搶修車15EC8000型(NC1505)
- 大型敞車35G6000型(NC3501)
- 平車35GF6000型(NC3502)

##### 機車頭
- E200型、E300型、E400型電力機車
- 初登場深藍塗裝R100型柴電機車
- 現行橘色塗裝R100型柴電機車
- 孔雀藍塗裝R101與R123號柴電機車 (特定通路限定版本)

##### 電聯車及柴聯車
- 自強號EMU100型(新版)(VM3004)
- 太魯閣自強號TEMU1000型(VM3005)
- 台北捷運C381型(VM3006)
- 通勤電聯車EMU700型(無階化版)(VM3010)
- 柴聯自強號DR3100型(VM3050)
- 普悠瑪自強號TEMU2000型(VM3070)
- 紅斑馬自強號EMU1200型(VM3007)

##### 紀念車
- 現行塗裝莒光號SP32950型
- 電氣化增備車莒光號FP10000型
- 現行塗裝復興號SP20000型
- 自動門莒光號FPK10500型
- 新生代商務車BCK10600型
- 新生代餐車DC10500型
- 新生代客廳車PC10500型
- 普通車TP32850型
- E200型、E300型、E400型電力機車
- 初登場深藍塗裝R100型柴電機車
- 現行橘色塗裝R100型柴電機車
- 自強號EMU100型EP車頭
- 太魯閣自強號TEMU1000型TED車頭
- 普悠瑪自強號TEMU2000型TED車頭
- 通勤電聯車EMU700型EMC車頭
- 柴聯自強號DR3100型車頭
- 臺北捷運C381型車頭

##### 車輛零件
- 各種車輛的零件

#### 計畫生產之產品

##### 無動力客車
- 暫無

##### 機車頭
- R20型柴電機車(製圖中)

##### 電聯車及柴聯車
- 通勤電聯車EMU500型(籌備中)
- 通勤電聯車EMU600型(開發製作中)
- 通勤電聯車EMU800型(樣品已公布)

#### 限定商品
- 約翰走路廣告彩繪車 (已停產)
- 初登場塗裝自強號EMU100型 (已停產)
- 初登場塗裝通勤電聯車EMU700型 (已停產)

- 自強號柴聯車DR3100型，第一至三組9輛裝限定版 (VM3060)(現此三組車號已可在一般市售版找到)

#### 停產商品
- 東方美人彩繪莒光號
- 自強號EMU100型(初版)
- 通勤電聯車EMU700型

### 工作室改造之產品(上市販售)

#### 憶象文創
- 2017臺灣自行車節喔熊彩繪普悠瑪號(母車：普悠瑪自強號TEMU2000型)。2017年12月底出品
- 臺鐵130週年紀念彩繪普悠瑪號(母車：普悠瑪自強號TEMU2000型)。2018年7月底出品
- 2015宜蘭童玩節彩繪區間車(母車：通勤電聯車EMU700型)。2018年10月底出品
- 悠遊卡彩繪區間車(母車：通勤電聯車EMU700型)。2019年6月底出品
- 南海彩繪E212、E213(母車：E200型電力機關車)。2019年7月出品

#### 津海文創(Masa Trainlines)
- 鐵道少女彩繪餐車(母車：自動門莒光號FP10500型)。
- 2015宜蘭童玩節彩繪區間車(母車：通勤電聯車EMU700型)。
- 觀光局喔熊彩繪區間車(母車：通勤電聯車EMU700型)。
- 2017臺灣自行車節喔熊彩繪普悠瑪號(母車：普悠瑪自強號TEMU2000型)。2017年12月底出品
- 臺鐵130週年紀念彩繪普悠瑪號(母車：普悠瑪自強號TEMU2000型)。2018年6月底出品
- 洄瀾之心彩繪普悠瑪號(母車：普悠瑪自強號TEMU2000型)。2018年10月出品

### 臺鐵獨家販售之商品(本公司代工)
- 三麗鷗Hello kitty彩繪太魯閣號(母車：太魯閣自強號TEMU1000型)

### 迴力車
迴力車亦為本公司主要生產之產品，種類相當豐富

### 建築模型
台式三合院模型(N規)

## 圖片集

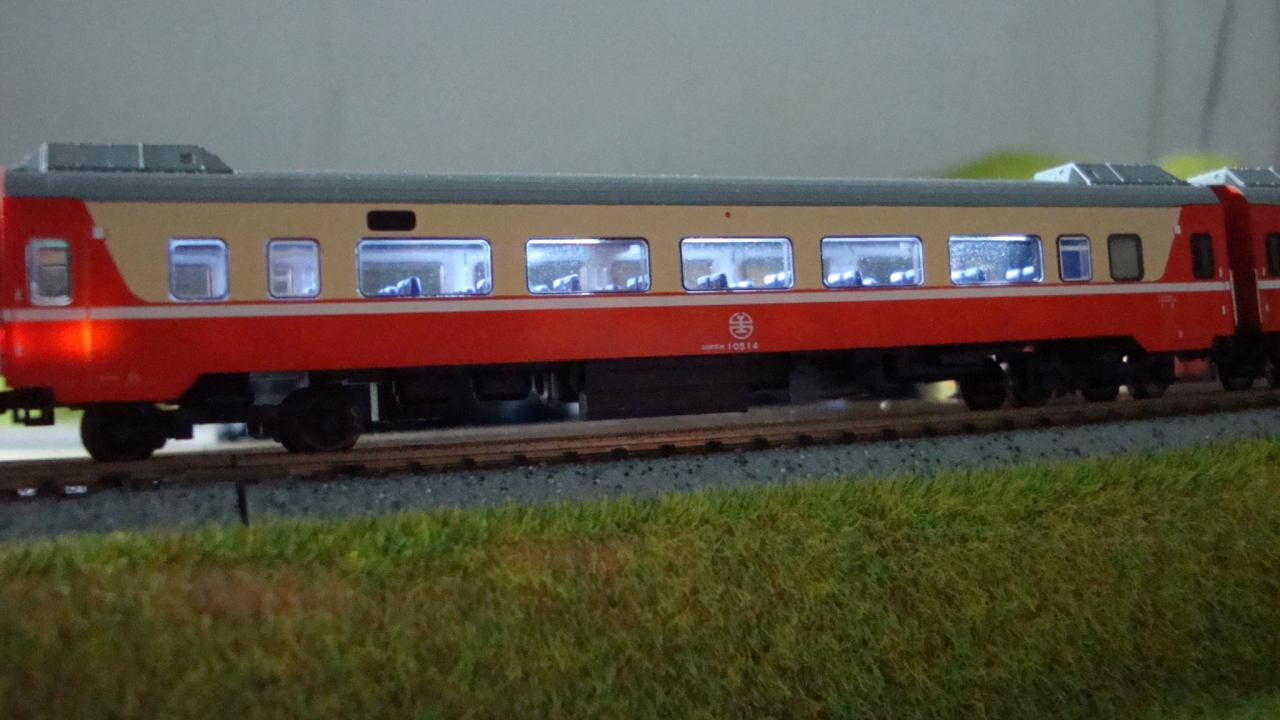
FPK10500型莒光號
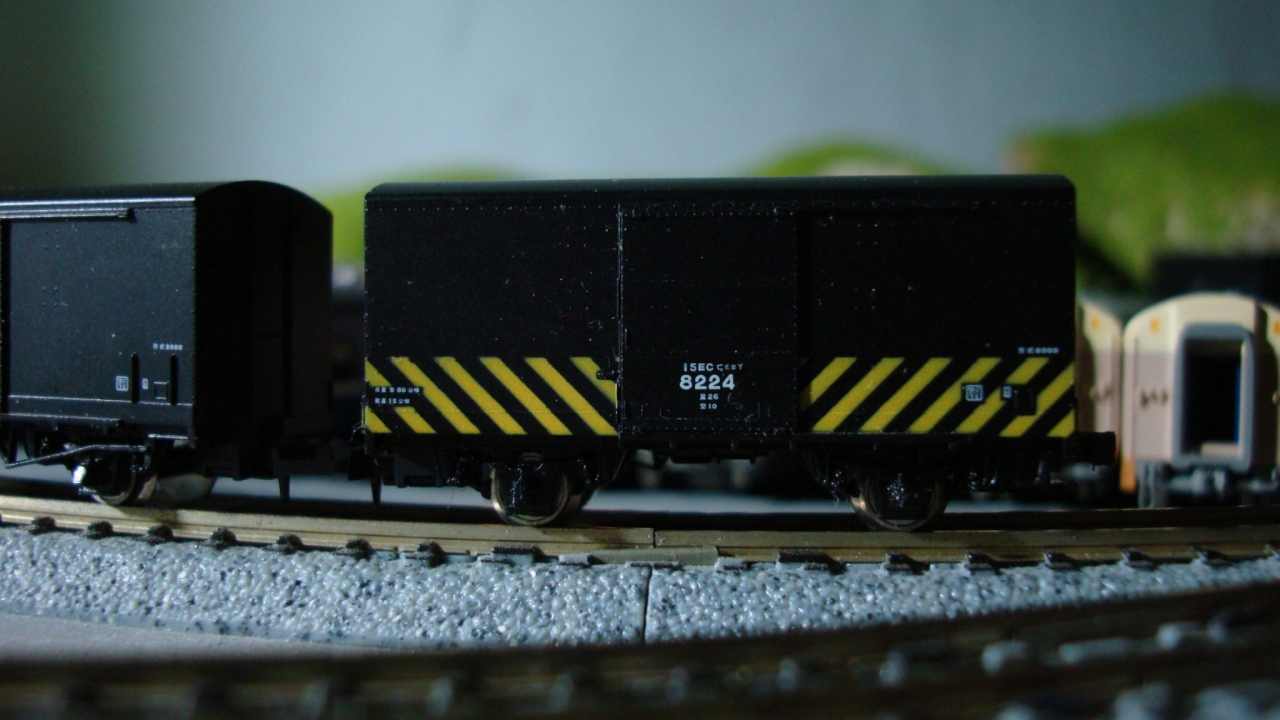
15EC8000型搶修車
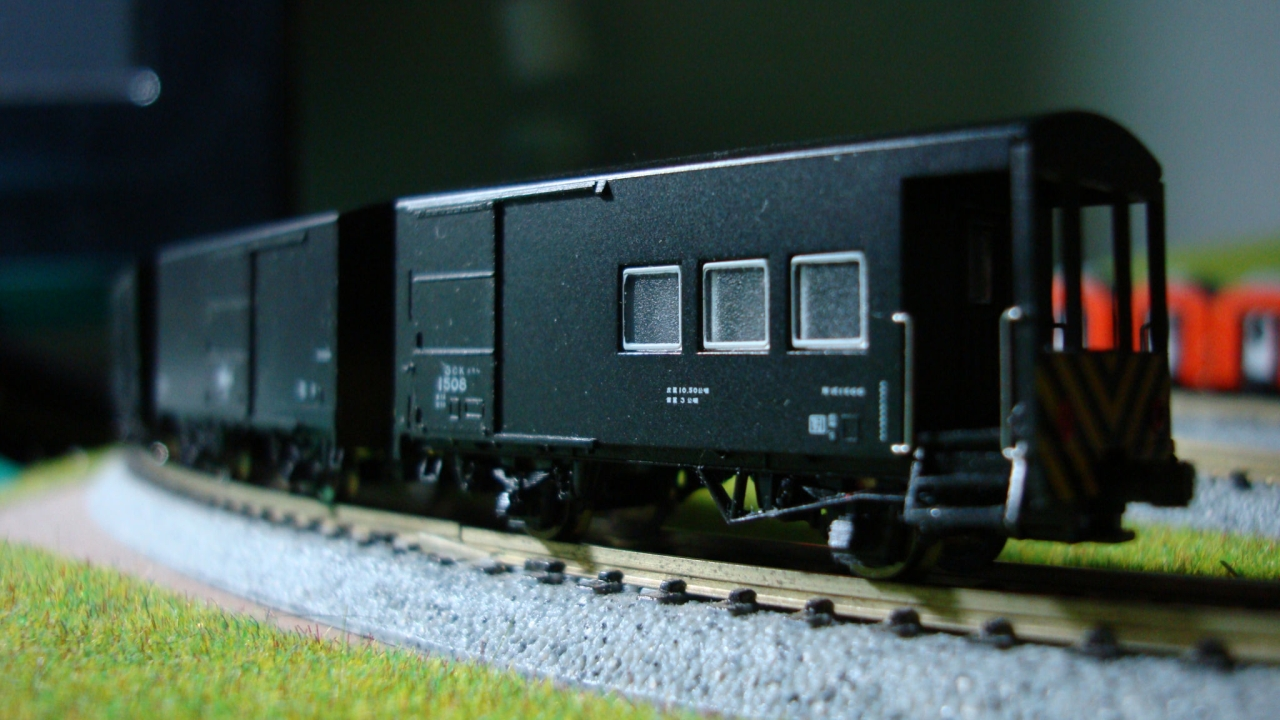
3CK1500型篷守車
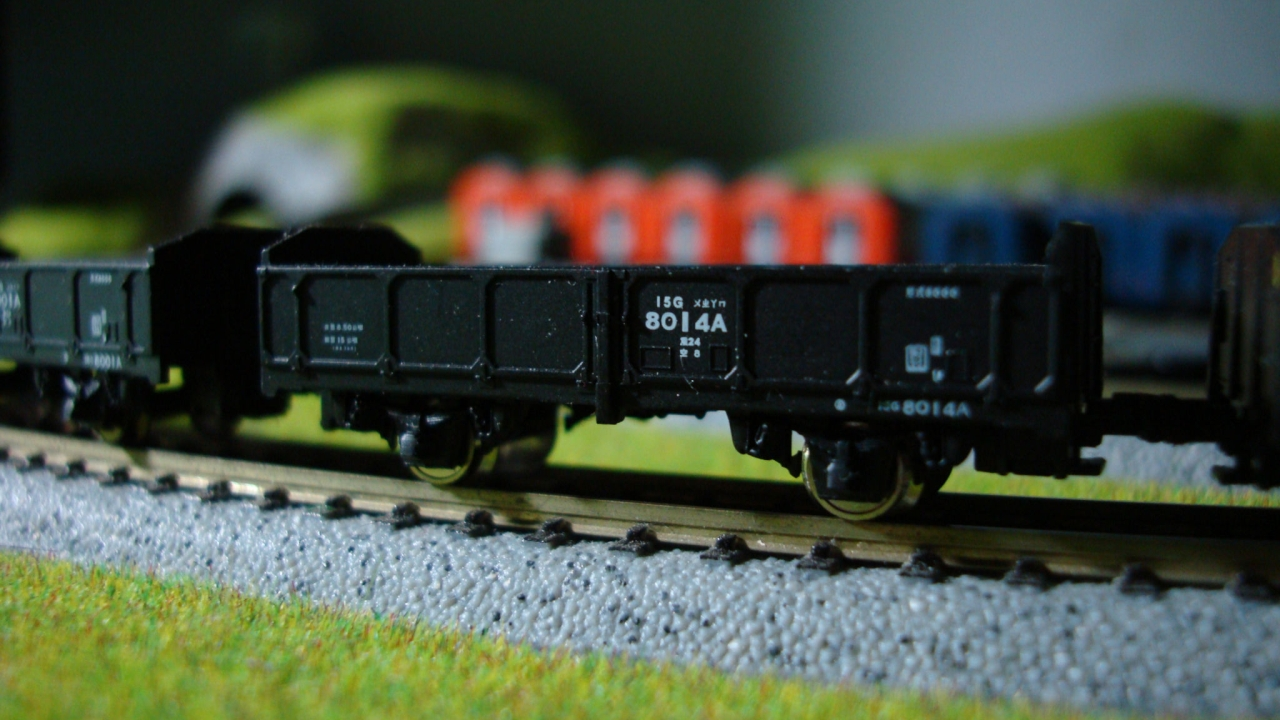
15G8000型敞車

## 註解
1. ↑  鐵支路公司相關資訊 （页面存档备份，存于）YES123求職網
2. ↑  鐵支路迴力車獲金點設計獎 （页面存档备份，存于）GOLDEN PIN DESIGN AWARD
3. ↑  未上市產品預告 （页面存档备份，存于）鐵支路模型官網

## 外部連結
- 鐵支路模型 （页面存档备份，存于）
- N比例鐵支路「太魯閣號」模型 （页面存档备份，存于）（湖山鐵道大田支線）